# 丘雷什曼河
丘雷什曼河是俄羅斯的河流，位於阿爾泰共和國，河道全長241公里，流域面積16,800平方公里，注入捷列茨科耶湖。
丘雷什曼河在10月至5月被冰封，其主要支流是巴什考斯河。

## 外部連結
- Kayaking in Russian Siberia - photos, videos and river descriptions